# Бринза (Кагульський район)
Бри́нза (рум. Brînza) — село в Кагульському районі Молдови, утворює окрему комуну.
Село розташоване на півдні країни. Розташоване на річці Прут.